# Panchrysia mishanensis
Panchrysia mishanensis är en fjärilsart som beskrevs av Chou och Lu 1979. Panchrysia mishanensis ingår i släktet Panchrysia och familjen nattflyn. Inga underarter finns listade i Catalogue of Life.